# Parque Tecnológico Agroindustrial de Jerez

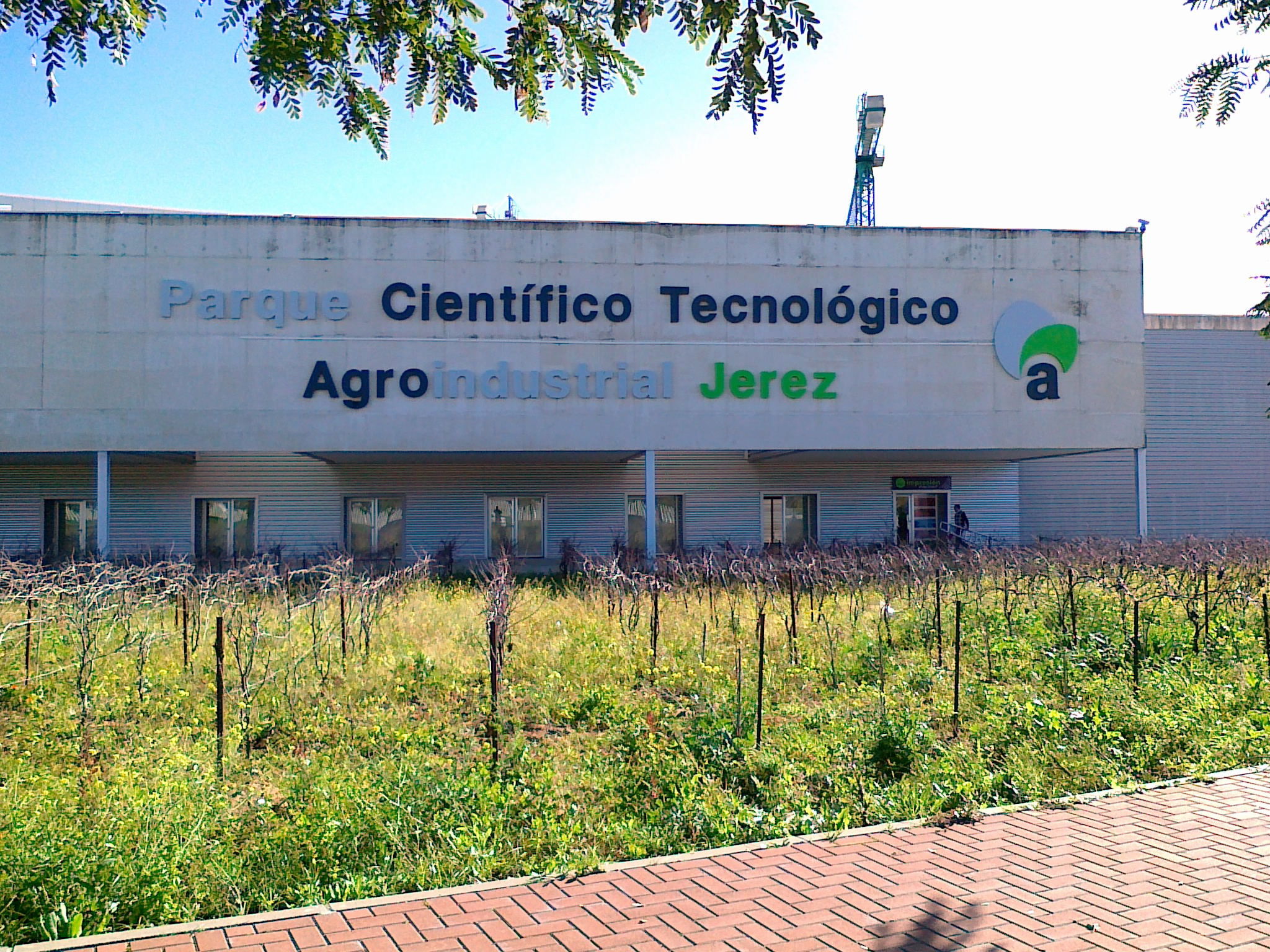
Edificio Singular

El Parque Tecnológico Agroindustrial de Jerez, es un espacio de empresas agroindustriales, situado en Jerez de la Frontera (Cádiz) España. Pero en breve también alojará empresas innovadoras de otros sectores

## Actividad
En el parque se encuentran diversidad de empresas y asociaciones del sector como la "Comunidad de Regantes de Guadalcacín". Así mismo, el Instituto de Promoción y Desarrollo de la Ciudad de Jerez de la Frontera (IPDC), la Universidad de Cádiz y el Instituto Andaluz de Investigación y Formación Agraria, Pesquera, Alimentaria y de la Producción Ecológica (IFAPA) jugaron un importante papel en la dinamización del Parque en sus inicios
A pesar de la crisis el Parque ha experimentado un crecimiento de actividad en 2012
En 2013 se creó un Consejo Asesor constituido por los agentes sociales de la ciudad

## CITEA

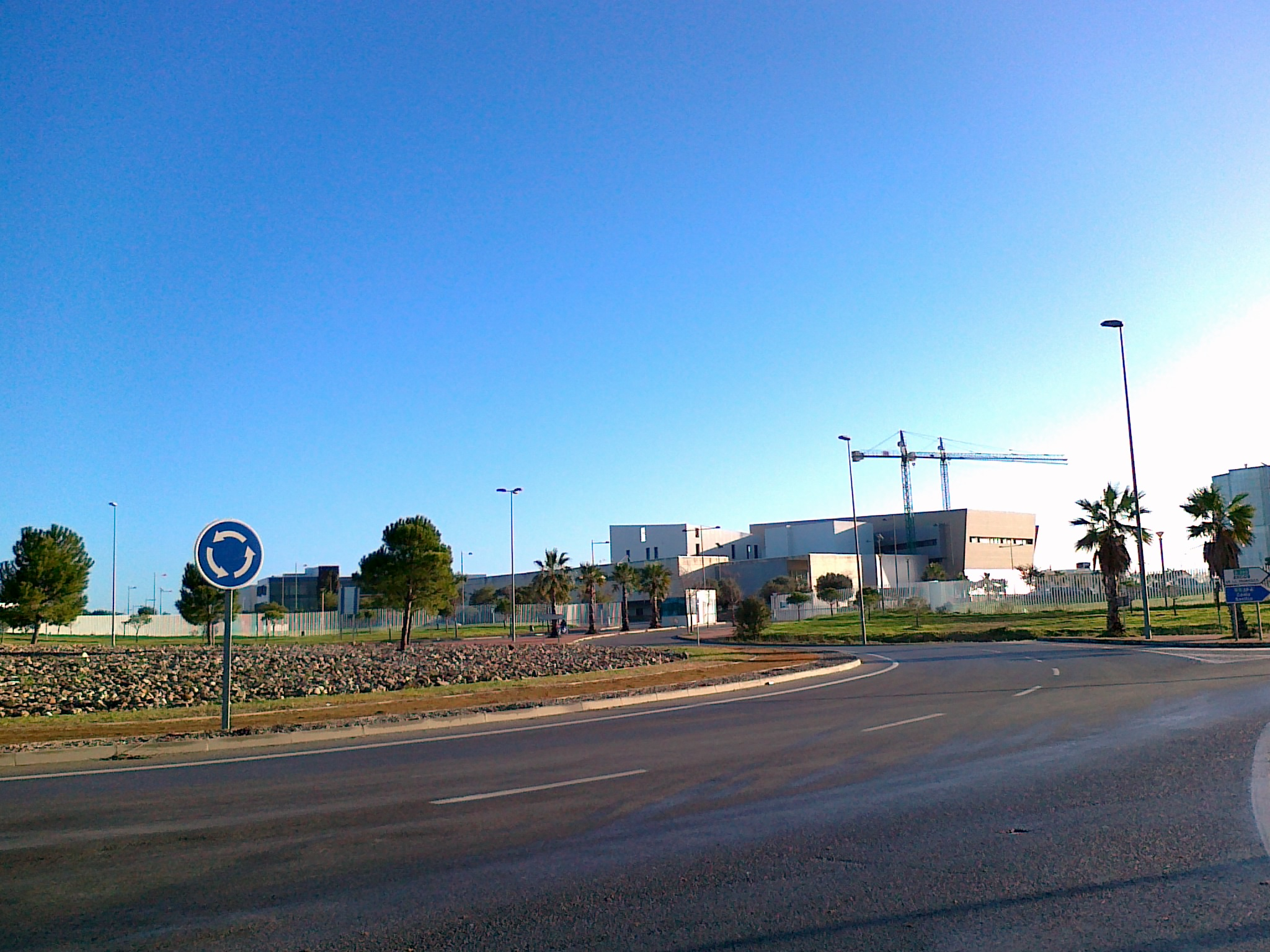
Entrada al Parque

En él se encuentra el Centro de Innovación y Tecnología Empresarial Agraria(Citea), de Asaja-Cádiz

## Futuro
Se estaba trabajando para la creación de un importante Centro Tecnológico del Vino, proyecto que ha quedado paralizado por los problemas económicos del Parque pero la Junta de Andalucía pretende retomar
Sin embargo, en 2018 salieron a subasta los bienes de la sociedad pública.